# Un aventurero en Montecarlo
Un aventurero en Montecarlo (Tit. orig. Kaeidoscope) película británica del género comedia, acción y romance de 1966 protagonizada por Warren Beatty y Susannah York en los papeles principales. El film tuvo su estreno el 8 de septiembre de 1966 en el Warner Theatre del West End de Londres y tuvo diferentes títulos en los países donde se estrenó posteriormente, como "Un aventurero en Montecarlo" en Argentina y Latinoamérica "El magnífico bribón" en España y "Banco pour un escroc" en idioma fracés para Bélgica entre otros. En México, la cinta se estrenó el 18 de enero de 1968.  

## Argumento
Luego de dejar a su amante Angel McGinnis atrás en Londres, el playboy rico Barney Lincoln irrumpe en una fábrica manufacturera de cartas de juego en Ginebra, para marcar las cartas y entonces lograr quebrar las bancas de los principales casinos europeos. Barney se encuentra nuevamente con Angel en Montecarlo donde él gana una gran apuesta de dinero, pero las sospechas de ella luego de que Barney dejara Londres, la llevan a consultar a su padre, un detective de Scotland Yard. Él chantajea a Barney para que lo ayude a atrapar a un traficante de drogas llamado Harry Dominion, quien logró hacerse dueño de un casino y que además tiene debilidad por las altas apuestas de póker.

## Protagonistas
- Warren Beatty as Barney Lincoln
- Susannah York as Angel McGinnis
- Clive Revill as Inspector 'Manny' McGinnis
- Eric Porter as Harry Dominion
- Murray Melvin as Aimes
- George Sewell as Billy
- Stanley Meadows as Dominion Captain
- John Junkin as Dominion Porter
- Larry Taylor as Dominion Chauffeur
- Yootha Joyce as Museum Receptionist
- Jane Birkin as Exquisite Thing
- George Murcell as Johnny
- Anthony Newlands as Leeds
- Peter Blythe as Poker Player
- Sean Lynch as Poker Player
- John Bennett as Poker Player
- Michael Balfour as Poker Player
- Stephen Lewis as Truck Driver (uncredited)

## Producción
"Un aventurero en Montecarlo" (Kaleidoscope) fue el tercer film que Jack Smight dirigió para Warner. Él consideró al guion "tremendo...algo difícil de creer pero aún así una divertida premisa enlazada al buen humor". Smight comentó que el productor Elliot Kashner convocó a Sandra Dee para el papel protagónico, mayoritariamente porque Warren Beasty quería dormir con ella. Smight dijo "Pese a que yo había trabajado con Sandra en mi primera película y había considerado a ella para el papel, no logré convencerla de interpretar el rol de la muchacha británica que demandaba el guión...Hasta aquí el deseo del productor de proteger la integridad de un buen guión".
Durante la producción en Francia Kastner admitió que él no quería a Dee en la película. Smight le preguntó a Jack Warner si él podía tener a Susannah York y Warner accedió. Dee igualmente llegó a cobrar.
Smight comentó oportunamente que Beatty fue indisciplinado durante el rodaje. Ellos habrían ensayado las escenas pero entonces cuando ya estaban por dejar correr lascámaras, Warren preguntaría si él podía tratar de hacer algo diferente de lo que previamente se había programado. Smight quería ser flexible en el caso de que lo que Beatty fuera a ofrecer pudiera ser mejor que lo que él tenía ya planeado, pero inevitablemente no lo era.
Se barajó la posibilidad de que Alfred Hitchcock dirigiera la película pero Universal consideró que era una trama algo controvertida y poco comercial, no lográndose un acuerdo con el director.
Pese a que el principado de Montecarlo forma parte del título con el que se conoció a la producción en varios países de habla hispana, de acuerdo al sitio IMDb solo una parte del film está rodado en ese lugar, específicamente una escena que abarca la plaza del casino de Montecarlo. El resto del metraje incluye varios lugares de Inglaterra y algunas tomas en Francia.